# Pelatantheria scolopendrifolia
Pelatantheria scolopendrifolia là một loài thực vật có hoa trong họ Lan. Loài này được (Makino) Aver. mô tả khoa học đầu tiên năm 1988.